# Daigou
Daigou (originariamente del Chino: 代购; pinyin: dàigòu; literalmente: '''compra surrogada''') es un término que designa una forma emergente de exportación transfronteriza en la que una persona o un grupo sindicado de exportadores compran productos (principalmente artículos de lujo, pero a veces también básicos y alimentos, como fórmulas infantiles o leches de fórmula) para clientes de otro país (como pueden ser de China). Los compradores daigou suelen adquirir los productos deseados en una región extranjera, tras lo cual los envían por correo al país (como China) o los llevan en su equipaje cuando regresan a China. A continuación, los productos se venden con fines lucrativos en China.

## Ventas
Las ventas daigou en todos los sectores ascienden a 15.000 millones de dólares anuales. En 2014, el valor del negocio daigou solo en artículos de lujo aumentó de 55.000 a 75.000 millones de yuanes (de 8.800 a 12.000 millones de dólares).
Las compras daigou suelen hacerse en boutiques de marcas de lujo en las principales ciudades de la moda, como Londres, Ciudad de Nueva York, París, Hong Kong, Singapur, Seúl y Tokio. Algunos operadores daigou usan Weibo y WeChat para comunicar con sus clientes. La gran demanda del servicio daigou se debe a la percepción de los elevados aranceles a la importación de artículos de lujo y a la preocupación por los productos inseguros, especialmente los problemas de seguridad alimentaria,
Una encuesta realizada en 2015 entre compradores chinos de lujo en línea reveló que el 35 % ha utilizado daigou para comprar artículos de lujo en línea, mientras que solo el 7 % utilizó el sitio web de la marca que está comprando, o que cree que está comprando. Aproximadamente el 80% de las compras de lujo chinas se llevan a cabo en el extranjero.